# Allerheiligenvloed (1532)
De Allerheiligenvloed was een stormvloed die Nederland trof op 2 november 1532.

## Gevolgen/verdwenen dorpen
Grote delen van Holland en Utrecht bleven langdurig onder water staan.
In Noord-Friesland worden de landstreken Dithmarschen en Eiderstedt en de stad Hamburg zwaar getroffen. Het Duitse waddeneiland Nordstrand wordt zwaar getroffen (dar vordrunkeden wol by 1900 minschen junk ende old -- vertaling: daar verdronken ongeveer 1900 mensen, jong en oud).
Delen van Zeeland verdrinken en bleven onder water tot aan de grote inpolderingen. Sint Philipsland, een polder die al meerdere keren door overstromingen was getroffen (kort na 1511 en in 1530) maar steeds weer hersteld was doordat de dijken werden gerepareerd, blijft nu voor lange tijd verloren. De dijken worden niet opnieuw hersteld, de schorren worden herdijkt in 1645. Verschillende dorpen verdwenen:
- Het dorp Assenburg, op het voormalig eiland Borssele, verdween.
- Het dorp Broecke, gelegen op het Verdronken Land van Zuid-Beveland, verdween.
- Het dorp Duvenee, vlak bij het dorp Broecke, ten westen van de stad Reimerswaal, verdween.
- Emelisse, een dorp op Noord-Beveland verdween, inclusief gasthuis.
- Kapeldorp, ook een dorp op het Verdronken Land van Reimerswaal verdween.
- Kouwerve, gelegen op een kunstmatig opgeworpen hoogte, ten oosten van Yerseke in het Verdronken Land van Reimerswaal verdween.
- Kreke, ook een dorp in het Verdronken Land van Reimerswaal, ten westen van Bergen op Zoom, verdween.
- Lodijke, het dorp inclusief kasteel vergaat.
- Monster, ongeveer gelegen waar nu het dorp Borssele ligt, verdween.
- Nieuwlande, in het Verdronken Land van Reimerswaal, gelegen zo'n vijfhonderd meter van Zuid-Beveland, verdween.

838 · 1014 · 1042 · 1134 · 1163 · 1164 · 1170 · 1196 · 1212 · 1214 · 1219 · 1220 · 1221 · 1248/1249 · 1277 · 1280 · 1282 · 1287 · 1288 (I) · 1288 (II) · 1322 · 1334 · 1362 · 1374 · 1375 · 1377 · 1404 · 1421 · 1424 · 1468 · 1477 · 1509 · 1514 · 1530 · 1532 · 1552 · 1566 · 1570 · 1610 · 1643 · 1651 · 1675 · 1682 · 1686 · 1703 · 1717 · 1726 · 1741 · 1775 · 1776 · 1784 · 1799 · 1808 · 1809 · 1820 · 1825 · 1855 · 1861 (I) · 1861 (II) · 1877 · 1906 · 1916 · 1926 · 1953 · 1962 · 1993 · 1995 · 2006 · 2021